# تعرف صوتي

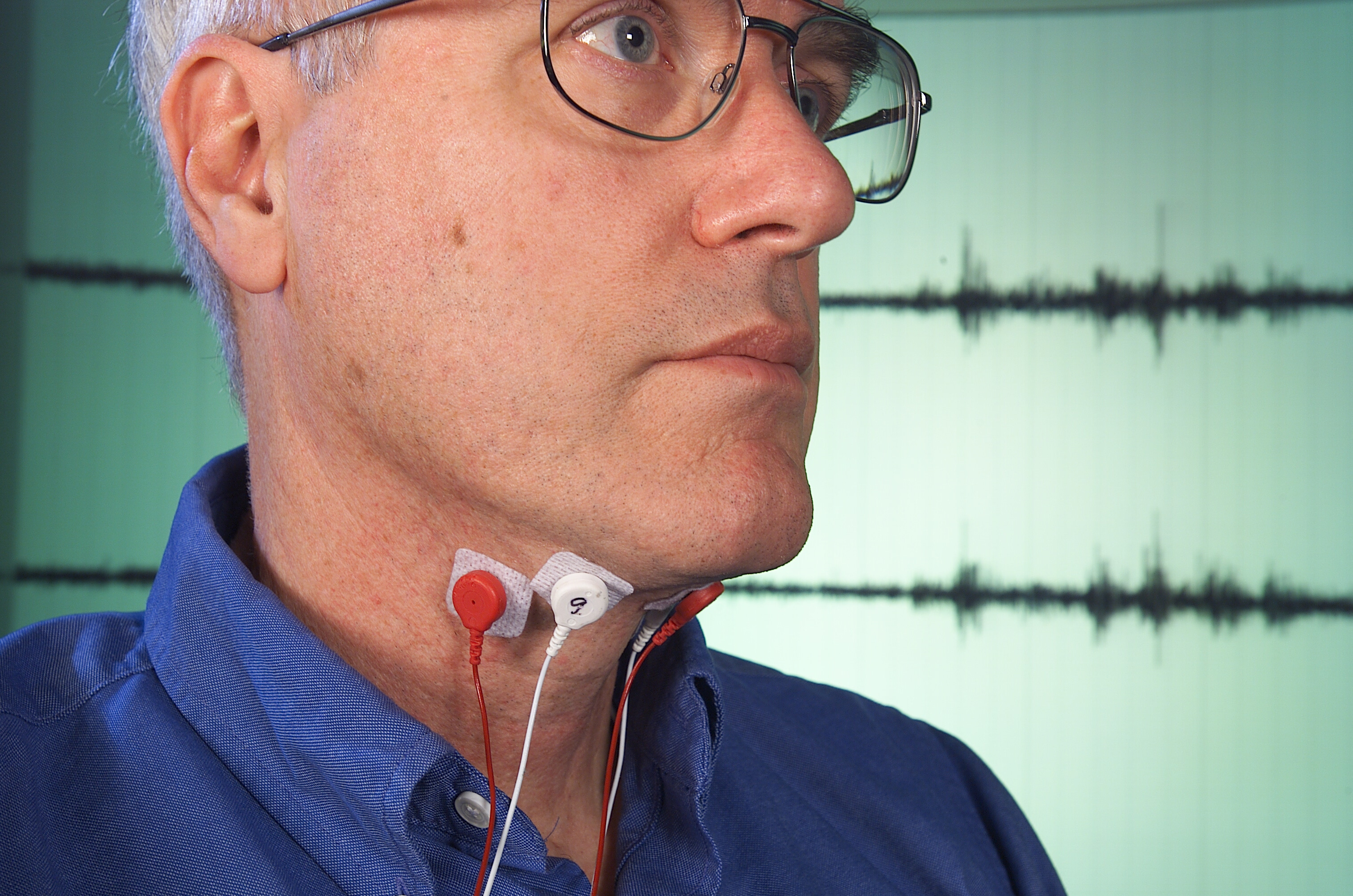
الأقطاب الكهربائية المستخدمة في أبحاث التعرف على الكلام دون النطق في مختبر أبحاث Ames التابع لوكالة ناسا.

التعرف على النطق الصوتي (SVR) هو عملية أخذ النطق الجزئي وتحويل النتائج المكتشفة إلى مخرجات رقمية، سمعية أو نصية.

## مبدأ العمل
عبارة عن مجموعة من الأقطاب الكهربائية الموصولة بالحلق من خلال الجلد الخارجي للرقبة والتي تتعرف على الكلمات بواسطة كمبيوتر دون فتح الفم أو النطق بصوت.
آلية التعرف على الكلام اللاصوتي تختلف حسب المتكلم، لأنها تتعامل مع كهربية العضلة في الحلق. لذلك، لا يمكننا الحصول على نتائج مطابقة بمجرد وضع قطب كهربائي. لتحسين دقة التعرّف، يعتمد الباحثون في هذا المجال على النماذج الإحصائية التي تتعلم وتتطور من خلال النمط، حيث تتطابق مع عدد المرات التي «يتكلم» فيها عن الموضوع من خلال الأقطاب الكهربائية، ولكن حتى في هذه الحالة تكون هناك ثغرات. في جامعة كارنيجي ميلون، وجد الباحثون أن نفس «المتحدث» بمعدلات دقة تصل إلى 94٪ في يوم من الأيام يمكنه أن يرى هذا المعدل ينخفض إلى 48٪ في اليوم التالي. بين اثنين من مكبرات الصوت المختلفة يسقط أكثر.[بحاجة لمصدر]

التطبيقات الشبيهة بهذه التقنية عندما يكون الكلام المسموع مستحيلاً بالنسبة: لرواد الفضاء، الوحدات العسكرية البحرية، والطيارين المقاتلين، وعمال الطوارئ الذين يعملون في البيئات الصاخبة والقاسية. في معهد وورسستر في ماساتشوستس، يجري البحث لاستخدام المعلومات الصوتية كمصدر تحكم لأدوات الموسيقى الحاسوبية.[بحاجة لمصدر]

## الأبحاث وبراءات الاختراع
بمنحة من الجيش الأمريكي، يجري البحث في موضوع التخاطر الاصطناعي باستخدام النطق الجزئي / الداخلي في جامعة كاليفورنيا، إيرفين تحت قيادة العالم مايك دزمورا.
يُجري مختبر أبحاث Ames التابع لوكالة ناسا في ماونتن فيو بولاية كاليفورنيا بحثًا عن النطق الجزئي، تحت إشراف االعالم Charles Jorgensen. 

أكد برنامج Brain Computer Interface R&D في مركزوودسورث التابع لوزارة الصحة في ولاية نيويورك القدرة الحالية على فك رموز الحروف الساكنة وحروف العلة من الكلام المتخيل، مما يسمح بالتواصل القائم على الدماغ باستخدام الكلام المتخيل.
براءات الاختراع الأمريكية بشأن تقنيات الاتصال الصامت تشمل: براءة الاختراع الأمريكية 6587729 «جهاز للتواصل الصوتي باستخدام تأثير سمع التردد اللاسلكي»، براءة الاختراع الأمريكية 5159703 «نظام العرض اللاشعوري الصامت»، براءة الاختراع الأمريكية 6011991 «نظام وطريقة الاتصال بما في ذلك تحليل الموجات الدماغية و / أو استخدام نشاط الدماغ»، براءة الاختراع الأمريكية 3951134«جهاز وطريقة للمراقبة عن بعد وتغيير موجات الدماغ»

## في الروايات
- في المتحدث عن الموتى والروايات اللاحقة، وصف المؤلف أورسون سكوت كارد شريحة في الأذن، تسمى «الجوهرة»، والتي تمكن الاتصال مع أنظمة الكمبيوتر بدون صوت.
- استفاد المؤلف روبرت ج. سوير من التعرف دون نطق للسماح بأوامر صامتة لـ «الشرائح المصاحبة» الإلكترونية التي استخدمتها شخصيات النياندرتال المتقدمة في ثلاثية المنظور النياندرتالي لروايات الخيال العلمي.
- في الأرض ، يصور ديفيد برين هذه التكنولوجيا واستخداماتها كأداة عادية في المستقبل القريب.
- في لعبة Down and Out in the Magic Kingdom ، أصبح Cory Doctorow تقنية الهاتف المحمول صامتة من خلال غرسة قوقعة صناعية ودق الحلق لالتقاط النطق الفرعي.
- تستخدم ثلاثية ويليام جيبسون <i id="mwTg">Sprawl</i> Trilogy بشكل متكرر أنظمة النطق الفرعية في الأجهزة المختلفة.
- في روايات <i id="mwUg">شركة</i> Kage Baker ، يتواصل السايبورغ الخالد بطريقة غير لائقة.
- في فيلم Hyperion Cantos الحائز على جائزة Hugo للكاتب دان سيمونز، غالبًا ما تستخدم الشخصيات النطق الفرعي للتواصل.
- في روايات <i id="mwWw">الثقافة من</i> تأليف Iain M. Banks ، غالبًا ما تتواصل الأنواع الأكثر تقدمًا من خلال تقنيتها.
- في Deus Ex: Human Revolution (2011)، تم تعزيز بطل الرواية بغرسة النطق الفرعي لإرسال الاتصالات السرية (وغرسة القوقعة المقابلة لتلقي الاتصالات السرية).
- في سلسلة Shadowrun من ألعاب تقمص الأدوار وألعاب الفيديو، يمكن لشخصيات اللاعب التواصل عبر الميكروفونات الصوتية في بعض الحالات.
- في بارانويا (لعبة لعب الأدوار)، يمكن لجميع المواطنين التحدث إلى الكمبيوتر من خلال غرسات «القشرة الدماغية».